# Carentoir
Carentoir (in bretone: Karantoer) è un comune francese di 2 804 abitanti situato nel dipartimento del Morbihan nella regione della Bretagna.
Il territorio comunale è bagnato dalle acque del fiume Aff.

## Società

### Evoluzione demografica
Abitanti censiti